# Морен, Андреанн
Андреанн Морен (фр. Andréanne Morin; род. 9 августа 1981, Квебек) — канадская гребчиха, выступавшая за сборную Канады по академической гребле в период 1998—2012 годов. Серебряная призёрка летних Олимпийских игр в Лондоне, обладательница двух серебряных и одной бронзовой медалей чемпионатов мира, победительница и призёрка многих регат национального значения.

## Биография
Андреанн Морен родилась 9 августа 1981 года в городе Квебек, Канада.
Заниматься академической греблей начала в 1997 году. Окончила Академию Филлипса в Эксетере (2002) и Принстонский университет (2006). Изучала право в Монреальском университете. Во время учёбы неизменно состояла в университетских гребных командах, неоднократно принимала участие в различных студенческих регатах.
Дебютировала в гребле на международной арене в 1998 году, когда выступила на юниорском мировом первенстве в Линце и заняла четвёртое место в зачёте распашных безрульных четвёрок. Год спустя на аналогичных соревнованиях в Пловдиве была пятой в безрульных двойках.
В 2001 году вошла в основной состав канадской национальной сборной и выступила в восьмёрках на чемпионате мира в Люцерне, однако сумела квалифицироваться здесь лишь в утешительный финал B.
В 2003 году в восьмёрках выиграла бронзовые медали на этапе Кубка мира в Люцерне и на мировом первенстве в Милане.
Благодаря череде удачных выступлений удостоилась права защищать честь страны на летних Олимпийских играх 2004 года в Афинах, однако здесь попасть в число призёров не смогла — показала в восьмёрках седьмой результат.
В сезоне 2006 года выступила на чемпионате мира в Итоне, где в зачёте распашных рулевых восьмёрок заняла итоговое пятое место.
Представляла страну на Олимпийских играх 2008 года в Пекине, была здесь близка к призовым позициям в восьмёрках, показав на финише четвёртый результат.
После пекинской Олимпиады Морен осталась в гребной команде Канады на ещё один олимпийский цикл и продолжила принимать участие в крупнейших международных регатах. Так, на мировом первенстве 2010 года в Карапиро она стала серебряной призёркой в восьмёрках, уступив в финале экипажу из США.
В 2011 году побывала на чемпионате мира в Бледе, откуда тоже привезла награду серебряного достоинства, выигранную в восьмёрках — вновь пропустила вперёд американских спортсменок.
Находясь в числе лидеров канадской национальной сборной, благополучно прошла отбор на Олимпийские игры 2012 года в Лондоне. В составе экипажа, куда также вошли гребчихи Рейчел Винберг, Криста Гюлуан, Лорен Уилкинсон, Джанин Хансон, Натали Мастраччи, Дарси Марквардт, Эшли Бжозович и рулевая Лесли Томпсон-Уилли, финишировала в женских восьмёрках второй позади команды из США и тем самым завоевала серебряную олимпийскую медаль.
За выдающиеся спортивные достижения в 2012 году была награждена медалью Бриллиантового юбилея королевы Елизаветы II.
Впоследствии проявила себя как спортивный чиновник, была членом атлетического комитета Всемирного антидопингового агентства.